# Helius allunga
Helius allunga är en tvåvingeart. Helius allunga ingår i släktet Helius och familjen småharkrankar.

## Underarter
Arten delas in i följande underarter:
- H. a. allunga
- H. a. wirruna